# Serviço de Segurança Nacional da Armênia
O Serviço de Segurança Nacional - SSN (em armênio/arménio:  Ազգային անվտանգության ծառայություն - ԱԱԾ), oficialmente Serviço de Segurança Nacional da República da Armênia (em armênio/arménio:  Հայաստանի Հանրապետության Ազգային Անվտանգության Ծառայություն), é o principal serviço de inteligência do Governo da Armênia, responsável pela inteligência estrangeira, contra-espionagem, assuntos de segurança nacional e criptografia. O serviço também é responsável pela Guarda de Fronteira Armênia e pela segurança do Primeiro Ministro da Armênia. O SSN sucedeu ao KGB da RSS da Armênia após a dissolução da União Soviética. Apesar de outras ex-repúblicas soviéticas reorganizarem os seus serviços de inteligência e modelá-los na comunidade de inteligência russa, a estrutura organizacional do SSN permanece mais próxima da da antiga KGB, composta principalmente por membros da ativa do Ministério da Defesa. O SSN está sediado na Rua Nalbandyan, no distrito de Kentron, no centro de Erevã.